# Хусейн, Ахмед
Ахмед Хусейн (англ. Ahmed Hussen, сомал. Axmed Xuseen; род. 1976, Могадишо, Сомали) — канадский политик сомалийского происхождения, член Либеральной партии, министр международного развития (2023—2025).

## Биография
Родился в 1976 году в Могадишо, младший из шести детей в семье. В 1991 году вместе с родителями бежал от гражданской войны в Кению, а в 1993 году родители отправили его одного, с одним чемоданом, в Канаду. Жил у родственника в Гамильтоне, пошёл в школу, занялся кроссом. В 2002 году получил канадское гражданство. Изучал историю в Йоркском университете и право — в Оттавском.
Принимал активное участие в решении проблем сомалийской общины, работал в Канадском сомалийском конгрессе.
В 2015 году баллотировался от Либеральной партии в округе Южный Йорк - Уэстон и стал депутатом Палаты общин, в 2019 году переизбран.
10 января 2017 года премьер-министр Джастин Трюдо включил Хусейна в своё правительство, назначив его министром по делам иммиграции, беженцев и гражданства.
20 ноября 2019 года Трюдо произвёл новые кадровые перемещения в правительстве, в числе прочих мер переместив Хусейна в кресло министра по делам семьи, детства и социального развития.
26 октября 2021 года был приведён к присяге новый состав правительства Трюдо, в котором Хусейн получил портфель министра жилищного строительства, разнообразия и инклюзивности.
26 июля 2023 года в ходе серии кадровых перемещений в правительстве Трюдо назначен министром международного развития.
14 марта 2025 года при формировании правительства Карни не получил никакого назначения.